# پاپکسی
پاپکِسی (به مجاری:  Papkeszi) یک شهرداری در مجارستان است که در ناحیه بالاتون‌آلمادی واقع شده‌است. پاپکسی ۲۲٫۳۹ کیلومتر مربع مساحت و ۱٬۶۳۶ نفر جمعیت دارد.